# Cystidicoloides tenuissima
Cystidicoloides tenuissima är en rundmaskart. Cystidicoloides tenuissima ingår i släktet Cystidicoloides, och familjen Cystidicolidae. Arten är reproducerande i Sverige.